# Rychlobruslení na Zimních olympijských hrách 2014 – 3000 metrů ženy
Závod na 3000 metrů žen na Zimních olympijských hrách 2014 se konal v hale Adler-Arena v Soči dne 9. února 2014. Jednalo se o první ženský rychlobruslařský závod na ZOH 2014. Zlatou medaili z předchozí Zimní olympiády ve Vancouveru obhajovala jediná Češka na startu, Martina Sáblíková, která zde získala stříbrnou medaili. Olympijskou vítězkou se stala Nizozemka Ireen Wüstová, jež na této trati zvítězila již na ZOH 2006.

## Rekordy
Před závodem měly rekordy následující hodnoty:
| Světový rekord    | Cindy Klassenová     | 3:53,34 | Olympic Oval, Calgary             | 18. března 2006 |
| Olympijský rekord | Claudia Pechsteinová | 3:57,70 | Utah Olympic Oval, Salt Lake City | 10. února 2002  |
| Rekord dráhy      | Ireen Wüstová        | 4:02,43 |                                   | 21. března 2013 |

Vítězce Ireen Wüstové se podařilo překonat vlastní rekord dráhy o více než 2 sekundy, rychlejšího času (přibližně o půl sekundy) dosáhla i druhá Martina Sáblíková.

## Výsledky
| Pořadí           | Dvojice | Dráha | Jméno                         | Země                   | Čas     | Ztráta |
| ---------------- | ------- | ----- | ----------------------------- | ---------------------- | ------- | ------ |
| Zlatá medaile    | 13      | I     | Ireen Wüstová                 | Nizozemsko             | 4:00,34 | 0,00   |
| Stříbrná medaile | 12      | I     | Martina Sáblíková             | Česko                  | 4:01,95 | +1,61  |
| Bronzová medaile | 10      | I     | Olga Grafová                  | Rusko                  | 4:03,47 | +3,13  |
| 4.               | 11      | I     | Claudia Pechsteinová          | Německo                | 4:05,26 | +4,92  |
| 5.               | 8       | I     | Annouk van der Weijdenová     | Nizozemsko             | 4:05,75 | +5,41  |
| 6.               | 11      | O     | Ida Njåtunová                 | Norsko                 | 4:06,73 | +6,39  |
| 7.               | 14      | O     | Antoinette de Jongová         | Nizozemsko             | 4:06,77 | +6,43  |
| 8.               | 6       | I     | Julija Skokovová              | Rusko                  | 4:09,36 | +9,02  |
| 9.               | 13      | O     | Šiho Išizawaová               | Japonsko               | 4:09,39 | +9,05  |
| 10.              | 10      | O     | Jilleanne Rookardová          | Spojené státy americké | 4:10,02 | +9,68  |
| 11.              | 8       | O     | Bente Krausová                | Německo                | 4:10,17 | +9,83  |
| 12.              | 9       | I     | Jelena Peetersová             | Belgie                 | 4:10,87 | +10,53 |
| 13.              | 3       | O     | Kim Po-rum                    | Jižní Korea            | 4:12,08 | +11,74 |
| 14.              | 5       | I     | Mari Hemmerová                | Norsko                 | 4:12,21 | +11,87 |
| 15.              | 1       | I     | Šoko Fudžimuraová             | Japonsko               | 4:12,71 | +12,37 |
| 16.              | 9       | O     | Natalia Czerwonková           | Polsko                 | 4:13,26 | +12,92 |
| 17.              | 4       | O     | Stephanie Beckertová          | Německo                | 4:13,55 | +13,21 |
| 18.              | 7       | I     | Luiza Złotkowská              | Polsko                 | 4:14,19 | +13,85 |
| 19.              | 7       | O     | Brittany Schusslerová         | Kanada                 | 4:14,65 | +14,31 |
| 20.              | 1       | O     | Jekatěrina Šichovová          | Rusko                  | 4:14,97 | +14,63 |
| 21.              | 14      | I     | Masako Hozumiová              | Japonsko               | 4:15,52 | +15,18 |
| 22.              | 2       | I     | Anna Rokitová                 | Rakousko               | 4:16,43 | +16,09 |
| 23.              | 4       | I     | Francesca Lollobrigidová      | Itálie                 | 4:16,52 | +16,18 |
| 24.              | 3       | I     | Ivanie Blondinová             | Kanada                 | 4:18,70 | +18,36 |
| 25.              | 5       | O     | No Son-jong                   | Jižní Korea            | 4:19,02 | +18,68 |
| 26.              | 2       | O     | Anna Ringsredová              | Spojené státy americké | 4:21,51 | +21,17 |
| 27.              | 6       | O     | Jang Sin-jong                 | Jižní Korea            | 4:23,67 | +23,33 |
| 99.              | 12      | O     | Katarzyna Bachledová-Curuśová | Polsko                 | DSQ     | +99,99 |

### Mezičasy medailistek

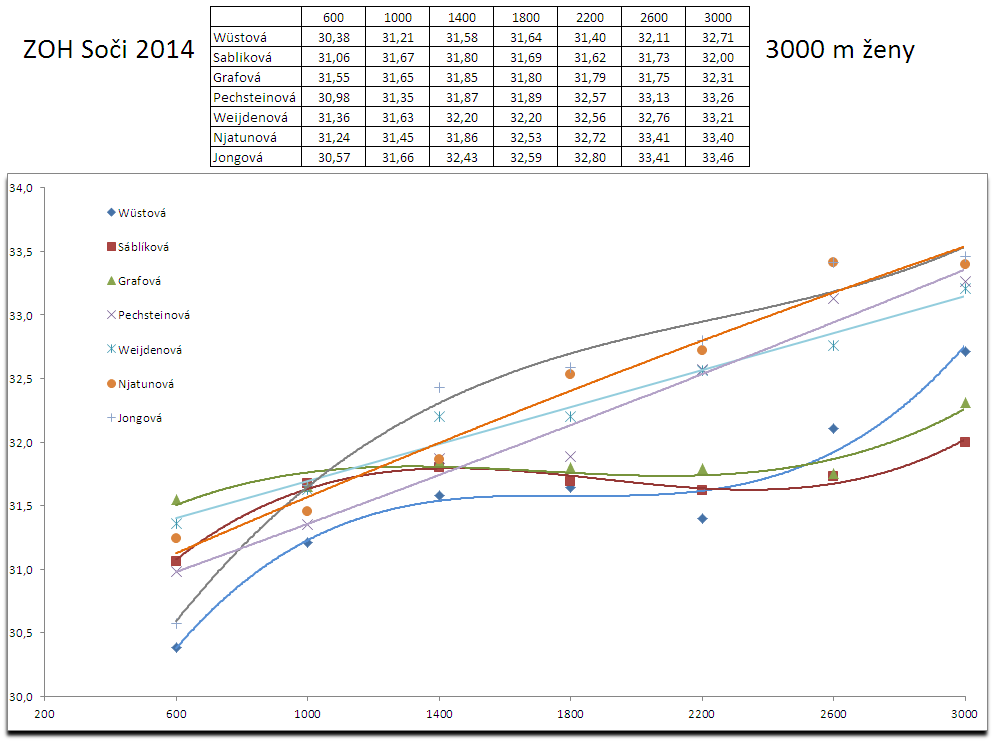
Analýza kol závodu na 3000 m

| Jméno             | Země       | 200 m         | 600 m         | 1000 m          | 1400 m          | 1800 m          | 2200 m          | 2600 m          | Cíl             |
| ----------------- | ---------- | ------------- | ------------- | --------------- | --------------- | --------------- | --------------- | --------------- | --------------- |
| Ireen Wüstová     | Nizozemsko | 19,31 (0,00)  | 49,69 (0,00)  | 1:20,90 (0,00)  | 1:52,48 (0,00)  | 2:24,12 (0,00)  | 2:55,52 (0,00)  | 3:27,63 (0,00)  | 4:00,34 (0,00)  |
| Martina Sáblíková | Česko      | 20,38 (+1,07) | 51,44 (+1,75) | 1:23,11 (+2,21) | 1:54,91 (+2,43) | 2:26,60 (+2,48) | 2:58,22 (+2,70) | 3:29,95 (+2,32) | 4:01,95 (+1,61) |
| Olga Grafová      | Rusko      | 20,77 (+1,46) | 52,32 (+2,63) | 1:23,97 (+3,07) | 1:55,82 (+3,34) | 2:27,62 (+3,50) | 2:59,41 (+3,89) | 3:31,16 (+3,53) | 4:03,47 (+3,13) |